# Chlorolestes draconicus
Chlorolestes draconicus — вид бабок родини Synlestidae, поширений на невеличкій території в провінції Мпумаланга в Південно-Африканської Республіки. Уперше описаний Борисом Балінським. Черевце металево-зелене.

## Опис
Довжина тіла — 5,2 см. Голова металічно зелена, верхня губа жовтувата. Груди металево-зелені, з жовтими смугами на боках. Крила прозорі, птеростигма двоколірна: чорно-кремова чи чорно-коричнева. Черевце металічно-зелене з тонкою жовтою смугою на спинному боці, 8-10-й сегменти в самця блакитно-матові, 10-й сегмент самки без матової поверхні.

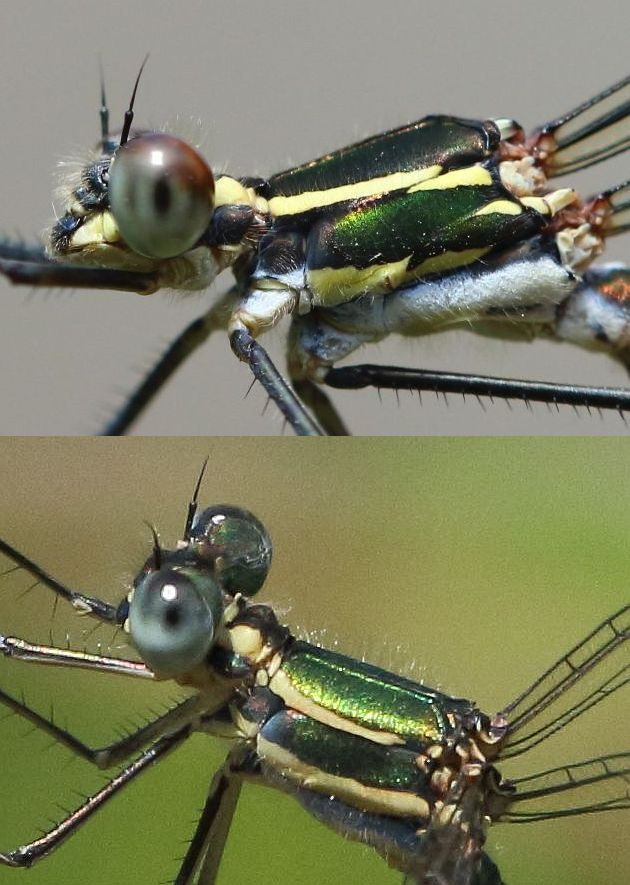
Відмінність Chlorolestes draconicus (згори) від Ch. fasciatus

Схожий вид Ch. fasciatus трапляється нижче, не має жовтої смуги на черевці та має відмінний рисунок на грудях.

## Спосіб життя
Мешкають поблизу гірських струмків, імаго сидять на траві з розправленими крилами. Гірський вид, трапляються на висотах понад 1800 м н. р. м. у Драконових горах на кордоні з Лесото.
Бабки трапляються з грудня до травня.